# Фотиу, Теано
Теано (Феано) Фотиу (греч. Θεανώ Φωτίου; род. 10 мая 1946, Афины) — греческий архитектор и политический деятель, член Коалиции радикальных левых (СИРИЗА). С января 2015 года по июль 2019 года занимала должность заместителя министра социальной солидарности.

## Биография
Теано Фотиу родилась 10 мая 1946 в Афинах. Изучала архитектуру в Национальном техническом университете Афин (NTUA), который окончила в 1969 году. С 1972 года она преподавала архитектуру в школе архитектуры в Национальном техническом университете. Некоторое время Теано была преподавателем в Королевском колледже искусств Лондона и Барселонской школе архитектуры. В 1980 году Теано Фотиу получила вторую аспирантуру по градостроительству в Парижском университете.

## Карьера архитектора
Она является соучредителем Европейской Сети Эпохи Дизайна, создающей дизайн для пожилых людей.

### Основные архитектурные проекты
По её проектам в 1990-х годах был построен новый Технический университет Крита в Ханье и новый гуманитарный факультет Университета Крита. В 2000 году она получила 1-ю премию в международном архитектурном конкурсе для олимпийской деревни 2004 года. В 2001 году получила первое почетное отличие на международном архитектурном конкурсе Музея Акрополя. В дизайне интерьера она реконструировала конференц-зал головного офиса Банка Греции. Среди других работ в последние годы была завершенп новая библиотека философского факультета Афинского университета.

## Карьера в политике
После выборов в мае 2012 Фотиу была членом греческого парламента по государственному списку партии СИРИЗА. С Тасосом Куракисом была выдвинута на должность министра образования в теневом кабинете Сиризы Алексиса Ципраса. После выборов в январе 2015 Фотиу была назначена заместителем министра социальной солидарности. В Парламенте Греции в настоящее время представляет Афинский избирательный округ.

## Публикации
- Theano Fotiou. Lavrion Technological Cultural Park: 1992-2010. Re-using the Past in Order to Design the Present // Chronocity: Sensitive Interventions in Historic Environment / Theano Fotiou, Aleka Monemvasitou, Maria Kafritsa … [и др.]. — Florence : Alinea Editrice, 2011. — P. 27. — ISBN 978-88-6055-618-9.
- Diploma Projects 2002+2003: School of Architecture / Theano Fotiou ; Konstantina Demiri ; Argyro Moungolia. — National Technical University of Athens Press, 2007. — ISBN 978-960-254-668-0.
- Diploma Projects 2001: School of Architecture / Theano Fotiou ; Konstantina Demiri ; Grigoris Kalnis ; Mina Sofokleous. — National Technical University of Athens Press, 2004. — ISBN 960-254-639-5.